# Грегуар, Оливия
Оливия Грегуар (фр. Olivia Grégoire; род. 30 сентября 1978, Париж) — французский политик, член партии «Вперёд, Республика!».

## Биография
Родилась 30 сентября 1978 года в Париже, окончила частный католический лицей Святой Марии в Нёйи-сюр-Сен, прослушав подготовительный курс по литературе. В 1999 году окончила Университет Западный Париж — Нантер-ля-Дефанс, где изучала историю, в 2001 году получила в парижском Институте политических исследований диплом по связям с общественностью, в 2002 году в Высшей школе экономических и коммерческих наук — диплом по маркетингу.
В 2003 году начала профессиональную карьеру в информационной службе правительства Жан-Пьера Раффарена, с 2005 года работала в аппарате министра здравоохранения Ксавье Бертрана, а позднее — Филиппа Ба. В 2007 году стала директором по связям с общественностью и устойчивому развитию в частном рекламном агентстве DDB France, с 2009 года занимала аналогичную должность в агентстве W & C (группа Havas), затем в группе Saint-Gobain. Некоторое время работала директором по издательской деятельности и связям с общественностью в государственном управлении по улучшению положения женщин Etalab, в 2014 году основала собственное агентство по связям с общественностью Olicare.
18 июня 2017 года, представляя партию «Вперёд, Республика!», победила на парламентских выборах в 12-м округе Парижа с результатом 53,6 % (её соперником во втором туре был мэр XV округа Парижа республиканец Филипп Гужон).
26 июля 2020 года при формировании правительства Жана Кастекса назначена государственным секретарём социальной, солидарной и ответственной экономики.
20 мая 2022 года назначена государственным секретарём при новом премьер-министре Элизабет Борн, официальным представителем правительства.
19 июня 2022 года переизбрана в своём округе на новый срок депутатом Национального собрания, одержав во втором туре верх с результатом 68,51 % над кандидаткой левого блока NUPES Селин Малезе (Céline Malaisé).
4 июля 2022 года было сформировано второе правительство Борн, в котором Грегуар назначена министром-делегатом малого и среднего предпринимательства, торговли, ремёсел и туризма.
11 января 2024 года при формировании правительства Атталя не вошла в новый состав Кабинета.
8 февраля 2024 года назначена министром-делегатом предпринимательства, туризма и потребления при министре экономики и финансов в правительстве Атталя.
21 сентября 2024 года по итогам досрочных парламентских выборов было сформировано правительство Барнье, в котором Грегуар не получила никакого назначения.